# 2020년 이탈리아 그랑프리
2020 이탈리아 그랑프리 (공식 명칭: 포뮬러 1 그란프리미오 하이네켄 디이탈리아 2020)는 이탈리아 몬차에 위치한 몬차 국립 자동차 경주장에서 열린 포뮬러 원 대회이다. 이번 그랑프리는 2020년 포뮬러 원 시즌의 8번째 라운드로 9월 4일부터 6일까지 열렸다.